# 金仁問
金 仁問（キム インムン、629年 - 694年4月29日）は新羅の王族将軍。字は仁寿。武烈王の次男で、文武王の弟。

## 人物
学才は儒教のみならず、老荘思想や仏教にも通じ、武芸にも長け、651年に真徳女王の命で初めて唐に渡ってから、延べ7度22年間宿衛し、高宗から左領軍衛将軍を授けられるなど、唐と新羅の外交の主幹を成した。653年に帰国した際には、押督州総管に任じられ。武烈王の高い信任を得た。
660年には高宗の百済遠征軍の副将として、蘇定方率いる唐軍を先導し、661年からの高句麗遠征時には、高宗の命令を本国に伝えて新羅軍を統率し、平壌への軍糧の補給に尽力した。再度入唐すると、666年の高宗の泰山での封禅の祭祀に供奉し、右驍衛大将軍を授けられた。668年に高宗が李勣に高句麗討伐を再度命じた際には、新羅軍を合流させた。
文武王が高句麗王族の安勝ら遺民を百済の故地に引き入れて、新羅の傀儡国家を樹立しようとする動きに対して、674年には高宗が金仁問を臨海郡公に封じた上で、文武王に代えて新羅王、鶏林州大都督開府儀同三司に冊封させようとしたが、これを固辞して帰国の途に就いた。文武王の謝罪により、再び唐に戻り、679年には鎮軍大将軍行右武威大将軍に転じ、690年には輔国大将軍上柱国、左羽林郡大将軍を授けられたが、694年に長安で病没した。遺骸は新羅に送られ、孝昭王は太大角干の官位を追贈した。